# Большая питанга
Большая питанга (лат. Pitangus sulphuratus) — воробьинообразная птица семейства тиранновые из монотипичного рода питанги. Ранее к питангам также относили малую питангу Philohydor lictor, которая позднее была выделена в отдельный монотипичный род Philohydor.

## Описание
Большая питанга длиной 22 см и весом 63 г. Верхняя сторона коричневого цвета, голова с чёрно-белыми полосами, на макушке жёлтая полоса, горло белое, нижняя сторона жёлтая. Короткий, толстый клюв окрашен в чёрный цвет.

## Распространение
Большая питанга гнездится от южного Техаса и Мексики до Аргентины. В Карибском море встречается на Тринидаде, Бермудах и Тобаго. Птица гнездится на открытой лесистой местности с несколькими высокими деревьями, а также вокруг человеческих поселений.

## Поведение
Большая питанга — это громкая, общительная птица, которая защищает участок также от крупных птиц. Птица всеядна, питается насекомыми, грызунами, ящерицами, лягушками, а также плодами. Кроме того, она ловит рыбу.

## Размножение
Обе родительских птицы строят на дереве или телефонной мачте большое, изогнутое гнездо из стеблей растений и мха. Только самка высиживает 2 или 3 кремовых красно-коричневых пятнистых яйца.